# ملعب بازارون البلدي
ملعب بازارون البلدي هو ملعب كرة قدم يقع في بونتيفيدرا، منطقة غاليسيا، إسبانيا. يدار الملعب من قبل مجلس مدينة بونتيفيدرا. يسضيف نادي بونتيفيدرا مبارياته في هذا الملعب.